# Supercoppa del Belgio 2015
La Supercoppa del Belgio 2015 è stata la trentaseiesima edizione della Supercoppa del Belgio.
Si è svolta in un incontro unico il 16 luglio del 2015 tra il Gent, vincitore del campionato, e il Club Bruges, che ha trionfato nella coppa nazionale.
Il Gent ha vinto la supercoppa per la prima volta nella sua storia, con una vittoria per 1-0.

## Tabellino
| Arbitro: | Erik Lambrechts |

|              |           |  |
| Depoitre 87’ | Marcatori |  |

| GENT:               |    |                        |       |     |
|                     |    |                        |       |     |
| P                   | 1  | Matz Sels              |       |     |
| D                   | 4  | Rafinha                | 75’   |     |
| D                   | 21 | Nana Asare             |       | 78’ |
| D                   | 23 | Lasse Nielsen          |       |     |
| C                   | 77 | Danijel Milićević      |       |     |
| C                   | 14 | Sven Kums              |       |     |
| C                   | 10 | Renato Neto            | 45+1’ |     |
| C                   | 15 | Kenny Saief            |       |     |
| C                   | 32 | Thomas Foket           |       |     |
| A                   | 9  | Laurent Depoitre       | 90’   |     |
| A                   | 26 | Benito Raman           |       | 71’ |
| Panchina:           |    |                        |       |     |
| P                   | 25 | Brian Vandenbussche    |       |     |
| D                   | 3  | Uroš Vitas             |       |     |
| C                   | 17 | Hannes Van der Bruggen |       |     |
| C                   | 19 | Brecht Dejaegere       |       | 71’ |
| C                   | 70 | Yaya Soumahoro         |       |     |
| C                   | 22 | Serge Tabekou          |       |     |
| A                   | 27 | Moses Simon            |       | 78’ |
| Allenatore:         |    |                        |       |     |
| Hein Vanhaezebrouck |    |                        |       |     |

| CLUB BRUGES:       |    |                    |       |     |
|                    |    |                    |       |     |
| P                  | 16 | Sébastien Bruzzese |       |     |
| D                  | 2  | Davy De Fauw       |       |     |
| D                  | 24 | Stefano Denswil    | 75’   |     |
| D                  | 28 | Laurens De Bock    |       |     |
| D                  | 44 | Brandon Mechele    |       |     |
| C                  | 3  | Timmy Simons       |       |     |
| C                  | 7  | Víctor Vázquez     |       | 81’ |
| C                  | 25 | Ruud Vormer        |       |     |
| C                  | 20 | Hans Vanaken       |       |     |
| A                  | 10 | Abdoulay Diaby     |       |     |
| A                  | 9  | Tom De Sutter      |       | 64’ |
| Panchina:          |    |                    |       |     |
| P                  | 41 | Jens Teunckens     |       |     |
| D                  | 21 | Dion Cools         |       |     |
| C                  | 55 | Tuur Dierckx       |       |     |
| C                  | 57 | Yannick Reuten     |       |     |
| A                  | 14 | Fran Brodić        |       |     |
| A                  | 22 | José Izquierdo     |       | 64’ |
| A                  | 58 | Obbi Oularé        | 90+1’ | 81’ |
| Allenatore:        |    |                    |       |     |
| Michel Preud'homme |    |                    |       |     |